# 丹参酮VI
丹参酮VI（也称为丹参新醌A）是一种多环有机化合物，分子式C18H16O4，属于一种丹参酮类化合物，存在于在甘西鼠尾草（Salvia przewalskii）、丹参（Salvia miltiorrhiza）等鼠尾草属植物中。丹参酮VI存在邻醌式和对醌式的互变异构。